# 程其珏
程其珏（？—？），江西宜黄人，清朝政治人物。进士出身。
同治十三年（1874年），登進士。光緒三年（1877年）接替汪坤厚任娄县（今太仓市）知县一职，次年由杨开第接任。历任吴江知县，嘉定知县，太仓知州。
著名铁道专家程孝刚为其侄孙。